# Open source
 Der er for få eller ingen kildehenvisninger i denne artikel, hvilket er et problem. Du kan hjælpe ved at angive troværdige kilder til de påstande, som fremføres i artiklen.

Begrebet open source (åben kildetekst, åben kildekode, fælleskode) stammer fra slutningen af 1990'erne. Det er et forsøg på kommercielt at brande åben kildekode fra dele af fri software-bevægelsen. Open source dækker over en række softwarelicenser, der giver brugeren af softwaren 
- adgang til programmets kildekode (man skal have lov til at få det som programmøren skrev),
- lov til at ændre programmets kildekode og lave en ny version af programmet og
- videregive programmet og/eller ens egen version af programmet.

Alt uden at diskriminere personer, grupper, systemer eller brugen af programmet.
Ti krav skal opfyldes for at et program kan kaldes open source. De er kendt som The Open Source Definition. Open source-bevægelsen opstod som modstykke til Free Software Foundation (FSF), der tillægger fri software moralske, etiske og samfundsmæssige betydninger og derfor foretrækker fri software. 
Det er en misforståelse, at der generelt er krav om, at de afledte værker skal frigives som open source. Dog har nogle open source-licenser disse krav,  copyleft-licenser.
Begrebet open source blev skabt som en kommerciel version af fri software (på engelsk: Free Software). Nogle virksomheder bryder sig ikke om, at fri software har et moralsk budskab og foretrækker open source, som ikke er "overrumplet" af moral eller etik.
Richard Stallman foretrækker begrebet fri software i stedet for open source, da han og GNU-projektet mener, at open source kun fokuserer på det praktiske aspekt og helt glemmer de etiske og moralske værdier, som fri software bygger på. For eksempel fremhæver Stallman, at fri software fremmer social solidaritet ved at dele ressourcerne og samarbejde, et standpunkt, han mener open source-lejren overser. Begrebet Free and Open Source Software (FOSS) bliver brugt af både fri software- og open source-tilhængere, dækkende begge begreber.
Open Source Initiative (OSI) udarbejdede definitionerne for open source-software, og godkender også licenser jævnfør disse definitioner.
En af de første open source-licenser er GNU General Public License (GPL), der er fjorten år ældre end open source-begrebet. GPL er en licens som GNU-projektet lavede i forbindelse med fri software. Free Software Foundation, som står for GNU-projektet, frabeder sig, at man kalder GPL en open source-licens (dog er den godkendt af OSI som sådan) og foretrækker copyleft fri software.

## De ti punkter iThe Open Source Definition[3]
1. Fri videreformidling
2. Kildekode
3. Afledte værker
4. Kildekodens integritet
5. Ingen diskrimination mod personer eller grupper
6. Distribuering af licens
7. Licensen må ikke være produktspecifik
8. Licensen må ikke begrænse anden software
9. Licensen skal være teknologi-neutral

## Open source i bredere sammenhænge
Begrebet Open source anvendes også uden for it-området. Fx i Open source-religion og inden for musik, hvor kunstnere som Brad Sucks producerer Open source-music. 